# Houttuynia cordata
Houttuynia cordata, comúnmente denominada hierba con olor a pescado, houttuynia hojas de corazón, mala hierba del obispo y planta camaleón es una de las dos especies de plantas del género Houttuynia. Es una especie propia del este y sureste de Asia.

## Descripción
Houttuynia cordata es una especie de planta perenne herbácea que puede alcanzar de 60 cm a 1 m de alto, y extenderse hasta 1 m. La parte proximal del tallo es rastrera y produce raíces adventicias, mientras que la parte distal del tallo crece verticalmente. Sus hojas son alternadas, con forma de corazón, miden de 4 a 9 cm de largo y de 3 a 8 cm de ancho. Sus flores son verde-amarillentas y se desarrollan en un apéndice terminal de 2 a 3 cm de largo con cuatro a seis largas brácteas basales blancas. Por lo general florece en verano.

## Distribución y hábitat
Es nativa de Japón, Corea, sur de China, y sureste de Asia. Crece en zonas húmedas y sombrías.

## Usos

### Uso en la gastronomía

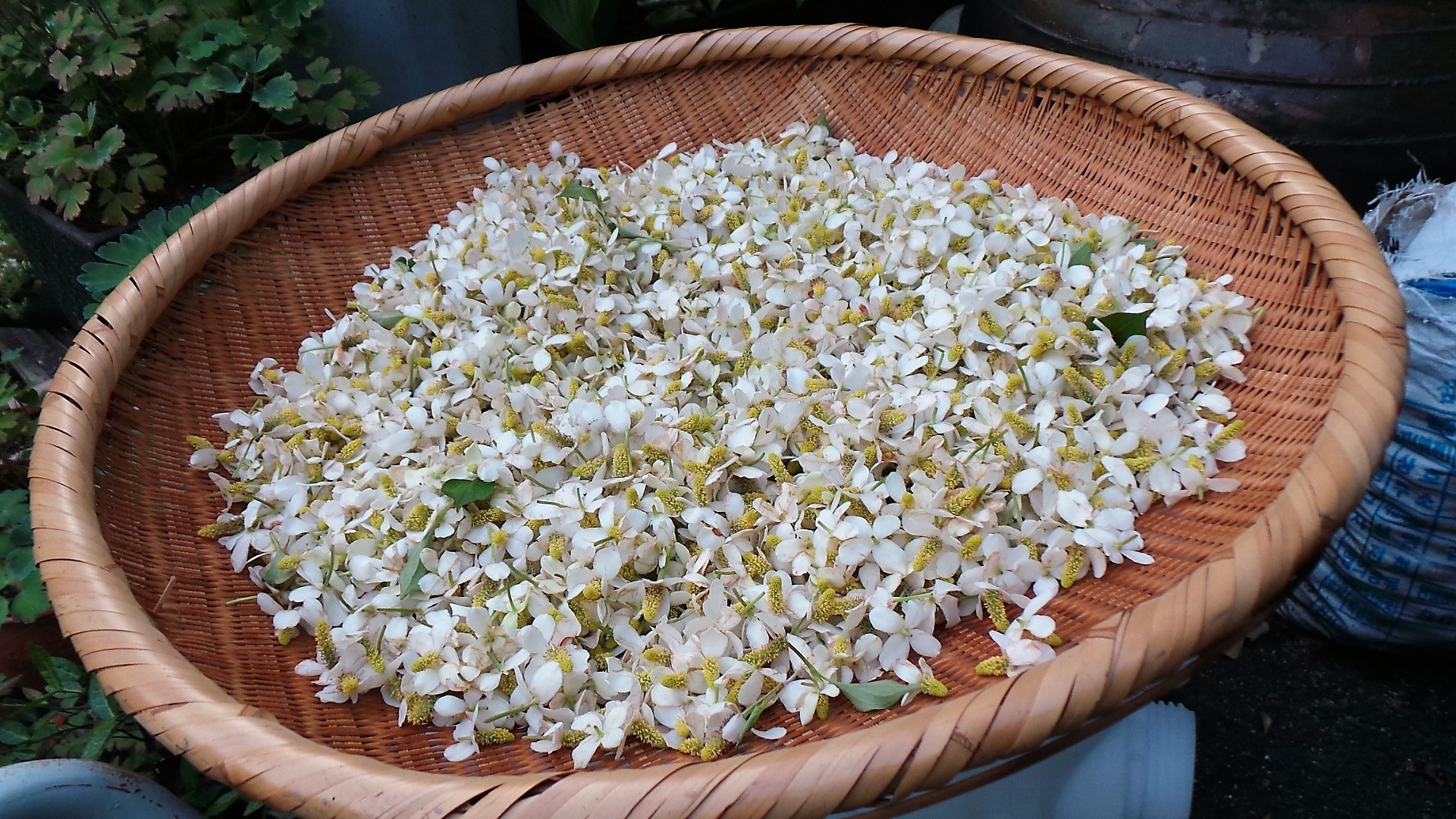
Flores recolectadas para preparar yakmomil-kkot-cha (té de flores) en sokuri.

Se cultiva comúnmente como una verdura de hoja, y se utiliza como guarnición de hierbas frescas. La hoja tiene un sabor inusual que a menudo se describe como 'a pescado' (lo que le da el apodo de "menta de pescado"), por lo que no es tan popular como otras hierbas tales como la albahaca o la menta.
En el noreste de la India, se le conoce como ja myrdoh; se usa en ensaladas o se cocina junto con otras verduras y como guarnición de guarniciones étnicas. Las raíces tiernas también se pueden moler en chutneys junto con pescado seco, chiles y tamarindo. Se consume cruda como ensalada y se cocina junto con pescado como curry de pescado. En Japón y Corea, sus hojas secas pueden usarse como té.

### Medicina tradicional
Houttuynia cordata ha sido utilizada en la medicina tradicional china, inclusive los científicos chinos la ensayaron para combatir el SARS y varias otras dolencias, aunque no existe investigaciones clínicas de calidad que confirmen que dichos usos son seguros o efectivos. Al ser administrada mediante inyecciones, H. cordata puede causar reacciones alérgicas severas.

## Perfil aromático
Los compuestos químicos que contribuyen al aroma de H. cordata incluyen β-mirceno y 2-undecanone.